# Crouy-sur-Ourcq
Crouy-sur-Ourcq ist eine französische Gemeinde mit 1.806 Einwohnern (Stand: 1. Januar 2022) im Département Seine-et-Marne in der Region Île-de-France. Sie gehört zum Arrondissement Meaux und ist Teil des Kantons La Ferté-sous-Jouarre (bis 2015: Kanton Lizy-sur-Ourcq).
Die Einwohner werden Crouyciens genannt.

## Geographie
Crouy-sur-Ourcq ist die nördlichste Gemeinde des Départements Seine-et-Marne. Sie liegt etwa 20 Kilometer nordöstlich von Meaux und etwa 50 Kilometer ostnordöstlich von Paris am Fluss Ourcq, der die Gemeinde im Westen begrenzt.

### Nachbargemeinden
Umgeben ist Crouy-sur-Ourcq von den Gemeinden Montigny-l’Allier im Norden, Coulombs-en-Valois im Osten, Vendrest im Südosten, Ocquerre im Süden und Südwesten, May-en-Multien im Südwesten, Varinfroy im Westen sowie Neufchelles im Nordwesten.

## Bevölkerungsentwicklung
| Jahr      | 1962 | 1968 | 1975 | 1982 | 1990 | 1999 | 2006 | 2012 |
| Einwohner | 905  | 913  | 1053 | 1069 | 1260 | 1585 | 1663 | 1798 |

## Sehenswürdigkeiten
- Kirche Saint-Cyr-Sainte-Julitte aus dem 12. Jahrhundert, heutiger Bau weitgehend aus dem 16. Jahrhundert
- Kapelle Notre-Dame-du-Chêne aus dem 19. Jahrhundert
- Schloss Le Houssoy aus dem 14. Jahrhundert; der Donjon ist heute Teil eines Gutshofs; seit 1962 Monument historique
- Schloss Champivert aus dem 17. Jahrhundert
- Ruinen des Schlosses Gesvres-le-Duc aus dem 16. Jahrhundert

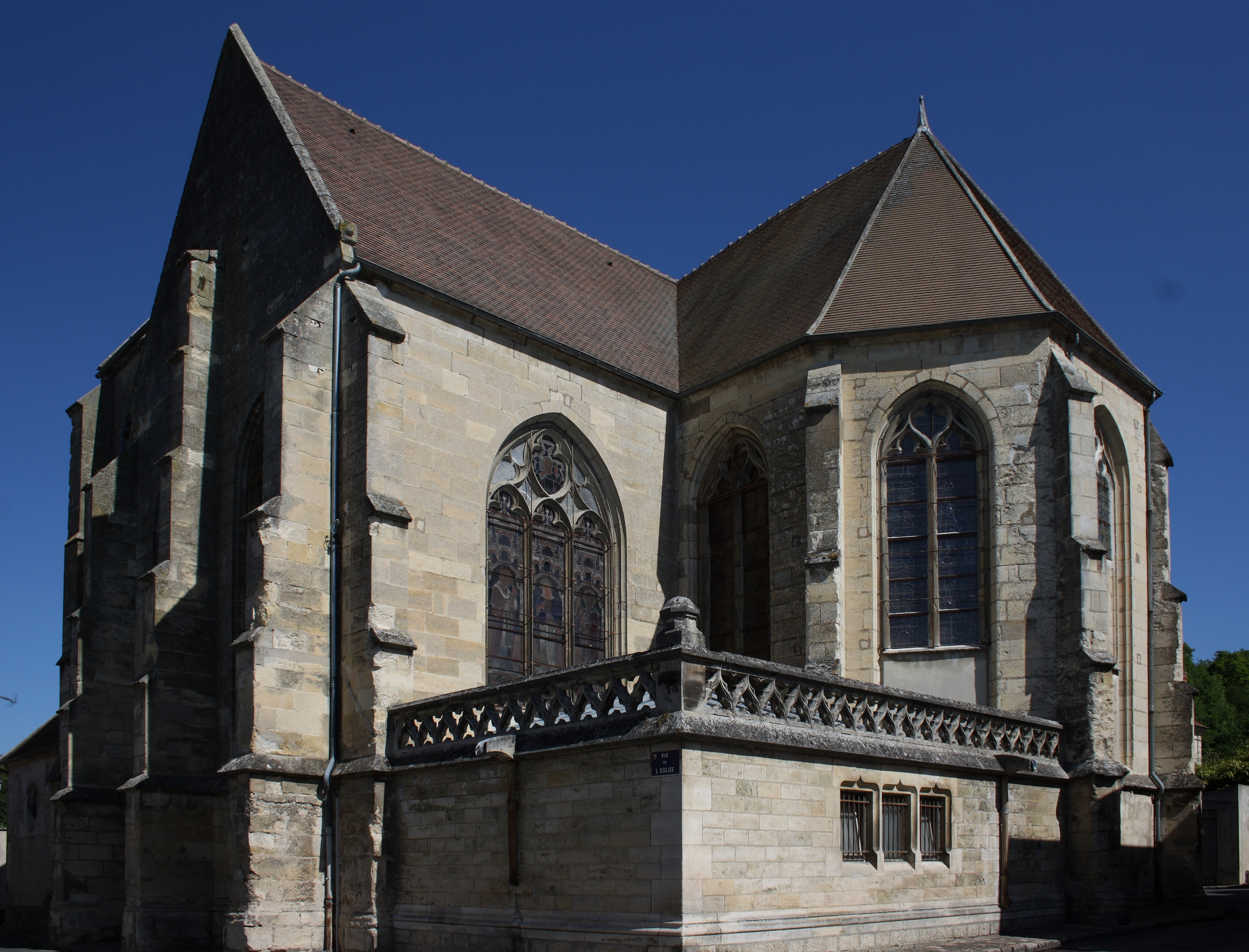
Kirche Saint-Cyr-Sainte-Julitte
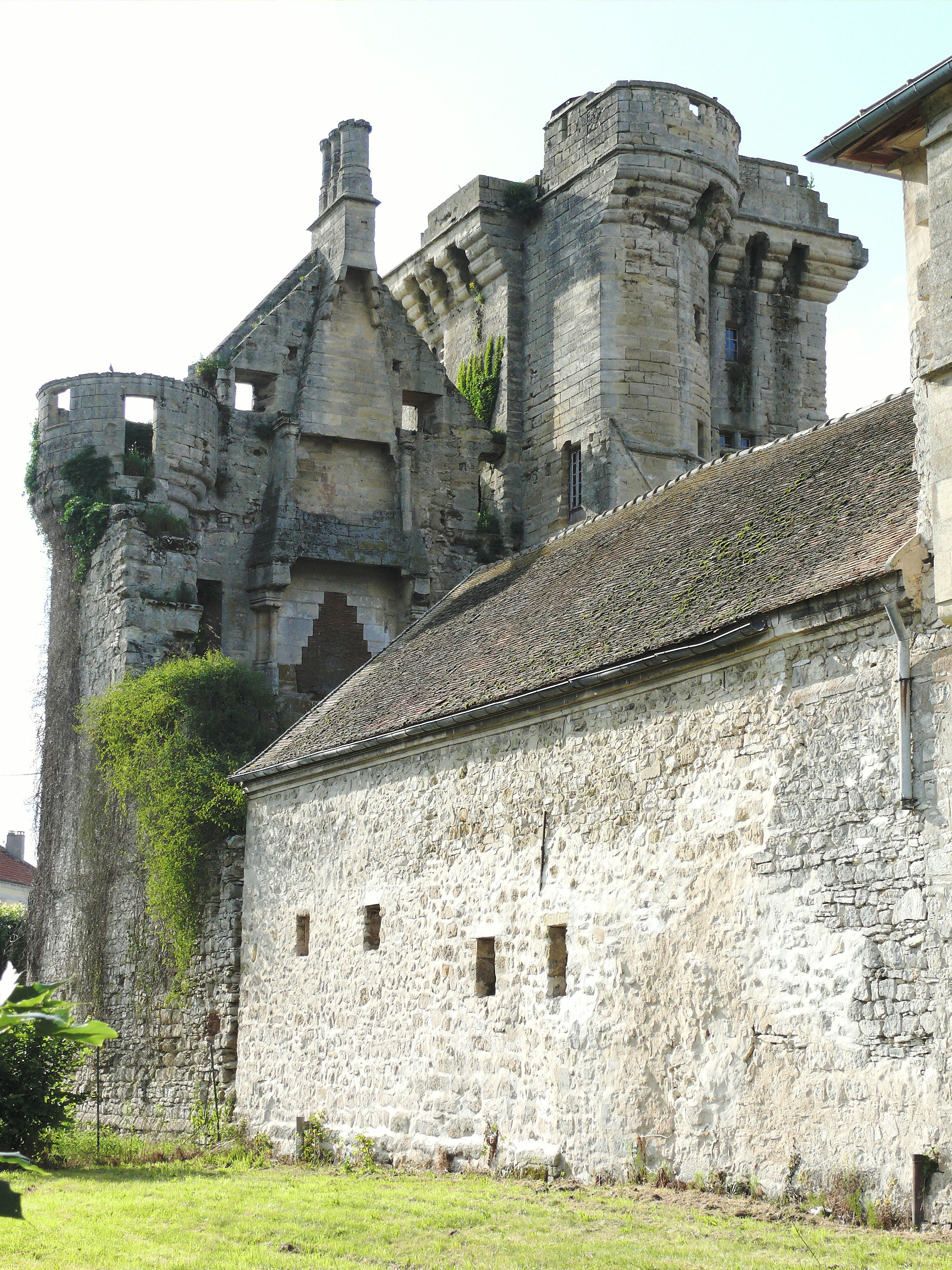
Donjon des Schlosses Le Houssoy
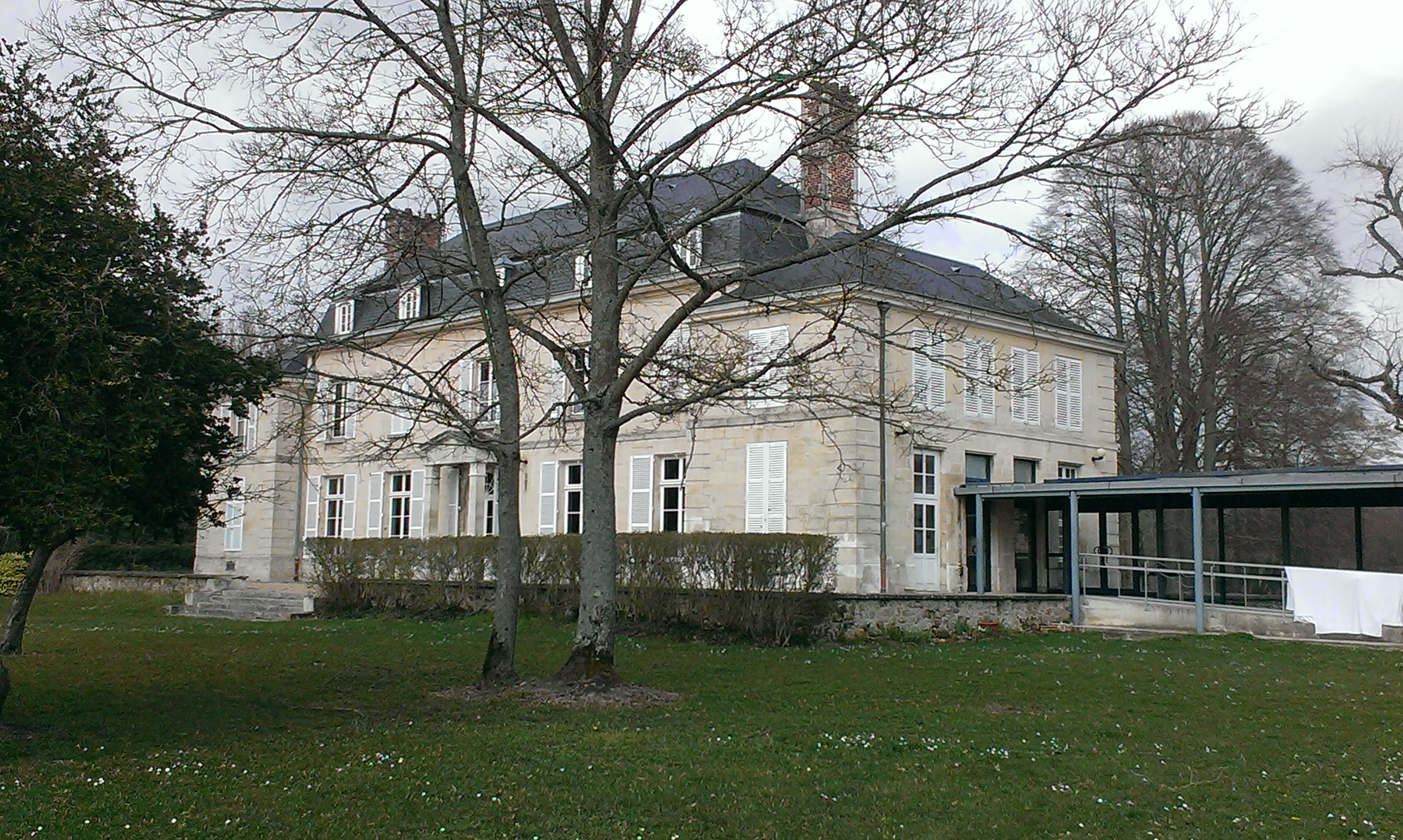
Schloss Champivert
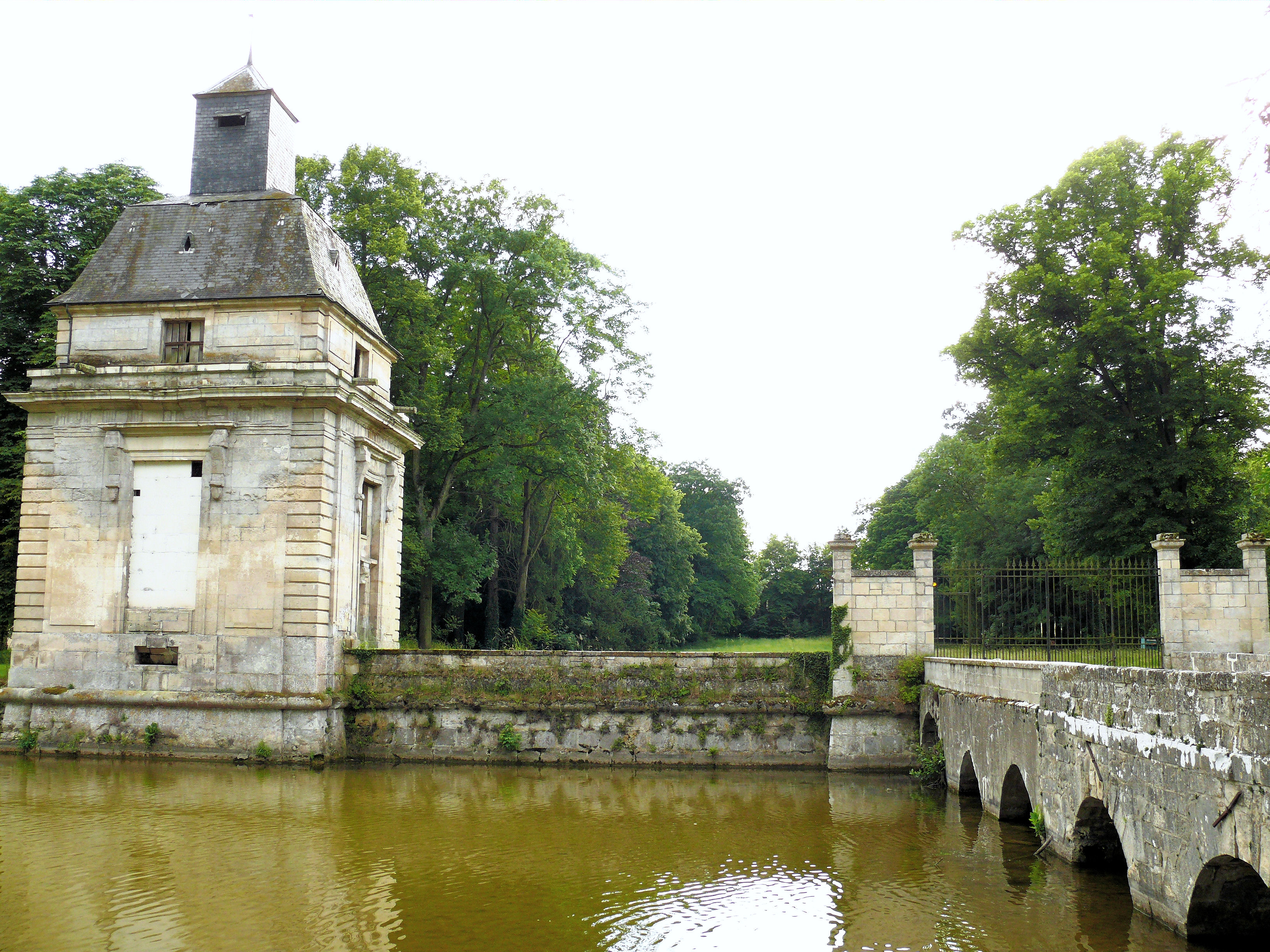
Schloss Gesvres-le-Duc